# Крейнвілл (Іллінойс)
Крейнвілл (англ. Crainville) — селище (англ. village) в США, в окрузі Вільямсон штату Іллінойс. Населення — 1443 особи (2020).

## Географія
Крейнвілл розташований за координатами 37°45′15″ пн. ш. 89°3′32″ зх. д. / 37.75417° пн. ш. 89.05889° зх. д. (37.754108, -89.058774).  За даними Бюро перепису населення США в 2010 році селище мало площу 4,14 км², з яких 4,12 км² — суходіл та 0,02 км² — водойми. В 2017 році площа становила 4,40 км², з яких 4,37 км² — суходіл та 0,02 км² — водойми.

## Демографія
Згідно з переписом 2010 року, у селищі мешкали 1254 особи в 546 домогосподарствах у складі 341 родини. Густота населення становила 303 особи/км².  Було 583 помешкання (141/км²).
Расовий склад населення:
| - 95,2 % — білих - 1,9 % — чорних або афроамериканців - 1,3 % — азіатів - 0,1 % — корінних американців |

До двох чи більше рас належало 1,4 %. Частка іспаномовних становила 1,3 % від усіх жителів.
За віковим діапазоном населення розподілялося таким чином: 22,0 % — особи молодші 18 років, 64,5 % — особи у віці 18—64 років, 13,5 % — особи у віці 65 років та старші. Медіана віку мешканця становила 38,7 року. На 100 осіб жіночої статі у селищі припадало 86,3 чоловіків;  на 100 жінок у віці від 18 років та старших — 81,4 чоловіків також старших 18 років.
Середній дохід на одне домашнє господарство  становив 62 746 доларів США (медіана — 53 906), а середній дохід на одну сім'ю — 74 530 доларів (медіана — 72 167). Медіана доходів становила 54 375 доларів для чоловіків та 38 036 доларів для жінок. За межею бідності перебувало 18,4 % осіб, у тому числі 19,5 % дітей у віці до 18 років та 9,5 % осіб у віці 65 років та старших.
Цивільне працевлаштоване населення становило 623 особи. Основні галузі зайнятості: освіта, охорона здоров'я та соціальна допомога — 28,9 %, роздрібна торгівля — 12,8 %, фінанси, страхування та нерухомість — 11,9 %.